# AMD Am29000

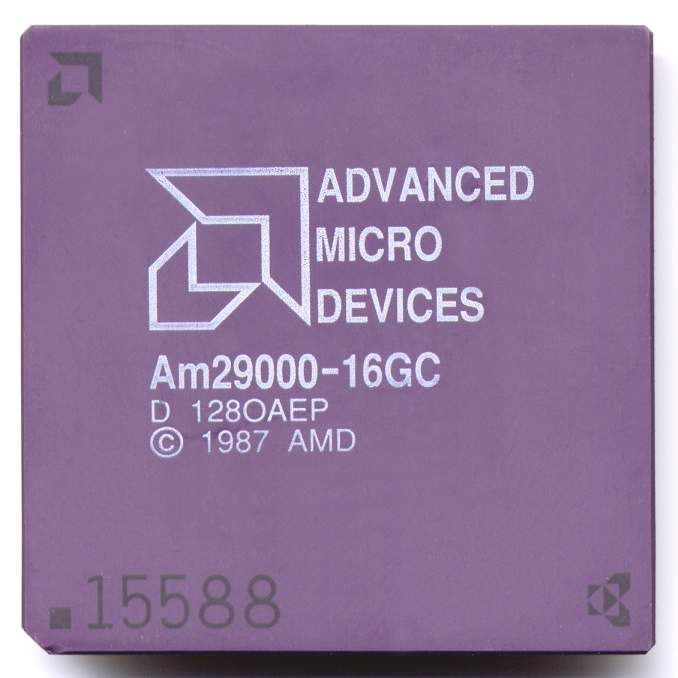
Microprocessador AMD Am29000

Am29000, conhecida também como 29k, foi uma popular família de processadores RISC de 32-bit, fabricada pela AMD. Foram, durante um tempo, os chips RISC mais populares no mercado, amplamente usados em impressoras laser de vários fabricantes. No fim de 1995, a AMD cessou o desenvolvimento do 29k pois a equipe de design foi transferida para a parte PC da empresa. A maioria dos recursos da AMD foram então concentrados em clones x86 de alta performance, usando muitas ideias e peças do Am29000 para lançar o AMD K5.